# Władcy Finlandii
Władcy Finlandii – Finlandia została podbita ok. 1249 roku podczas II krucjaty szwedzkiej dowodzonej przez wpływowego jarla Birgera, za panowania króla Eryka XI. W 1284 roku został mianowany pierwszy książę Finlandii. Kolejni szwedzcy władcy tytułowali się książętami Finlandii. W 1581 roku Finlandia została awansowana do rangi Wielkiego Księstwa, przez króla Jana III. W 1809 roku Wielkie Księstwo Finlandii anektowała Rosja, a wielkim księciem autonomicznego terytorium został cesarz Rosji Aleksander I Pawłowicz Romanow. Po odzyskaniu przez Finlandię niepodległości w 1917 roku, ogłoszono ją monarchią. W 1918 roku wybrano króla, który jednak nigdy nie objął tronu, abdykował przed swoją koronacją. 27 lipca 1919 Finlandia stała się republiką.
Poniższa lista porządkuje władców Finlandii od podboju szwedzkiego.
Legenda
    – regenci w okresie unii kalmarskiej
    – feudalni książęta Finlandii, jako lennicy króla Szwecji, a od 1581 roku tytularni książęta/wielcy książęta Finlandii

## Księstwo Finlandii – panowanie szwedzkie (1249–1581, księstwo od 1284)
Tytuł księcia Finlandii przysługiwał od XIII wieku każdorazowemu władcy Szwecji.

### Dynastia Erykidów
| # | Imię             |  | Urodzony | Zmarł | Czas rządów | Rodzice                 |
| - | ---------------- |  | -------- | ----- | ----------- | ----------------------- |
| 1 | Eryk XI Eriksson |  | 1216     | 1250  | 1249–1250   | Eryk X Knutsson Rycheza |

### Dynastia Folkungów
| #  | Imię                     |  | Urodzony  | Zmarł    | Czas rządów                                                    | Rodzice                                     |
| -- | ------------------------ |  | --------- | -------- | -------------------------------------------------------------- | ------------------------------------------- |
| 2  | Waldemar Birgersson      |  | 1237–1240 | 1275     | 1250–1275                                                      | Birger jarl Ingeborga                       |
| –  | Birger jarl              |  | 1210      | 1266     | 1250–1266 regent                                               | Magnus Minnesköld Ingrid Ylva               |
| 3  | Magnus I Birgersson      |  |           | 1290     | 1275–1290                                                      | Birger jarl Ingeborga                       |
| 4  | Benedykt Birgersson      |  | 1254      | 1291     | 1284–1291 książę Finlandii (pierwszy) jako wasal króla Szwecji | Birger jarl Ingeborga                       |
| 5  | Birger I Magnusson       |  | 1280      | 1321     | 1290–1318                                                      | Magnus I Birgersson Jadwiga                 |
| 6  | Waldemar                 |  | 1280      | 1319     | 1302–1318 książę Finlandii jako wasal króla Szwecji            | Magnus I Birgersson Jadwiga                 |
| 7  | Magnus Eriksson          |  | 1316      | 1374     | 1319–1364                                                      | Eryk Magnusson Ingeborga                    |
| 8  | Benedykt, książę Halland |  | ok. 1330  | ok. 1360 | 1353–1356 książę Finlandii jako wasal króla Szwecji            | Waldemar II Zwycięski Helena Guttormsdatter |
| 9  | Eryk XII Magnusson       |  | 1339      | 1359     | 1357–1359                                                      | Magnus Eriksson Blanka z Namur              |
| 10 | Haakon VI Magnusson      |  | 1340      | 1380     | 1362–1364                                                      | Magnus Eriksson Blanka z Namur              |

### Dynastia Meklemburska
| #  | Imię                  |  | Urodzony  | Zmarł | Czas rządów | Rodzice             |
| -- | --------------------- |  | --------- | ----- | ----------- | ------------------- |
| 11 | Albrecht Meklemburski |  | 1338–1340 | 1412  | 1364–1389   | Albrecht II Eufemia |

### Władcyunii kalmarskiej
| #  | Imię                          |  | Urodzony      | Zmarł    | Czas rządów       | Rodzice                                      |
| -- | ----------------------------- |  | ------------- | -------- | ----------------- | -------------------------------------------- |
| 12 | Małgorzata                    |  | 1353          | 1412     | 1389–1412         | Waldemar Atterdag Jadwiga ze Szlezwiku       |
| 13 | Eryk XIII Pomorski            |  | 1382          | 1459     | 1396–1439         | Warcisław VII Maria                          |
| –  | Engelbrekt Engelbrektsson     |  | ok. 1390      | 1436     | 1435–1436 regent  |                                              |
| –  | Karol Knutsson Bonde          |  | 1408 lub 1409 | 1470     | 1438–1440' regent | Kanut Bonde Margareta Karlsdotter            |
| 15 | Krzysztof Bawarski            |  | 1416          | 1448     | 1440–1448         | Jan Wittelsbach Katarzyna pomorska           |
| –  | Bengt Jönsson (Oxenstierna)   |  | ok. 1390      | ok. 1450 | 1448 regenci      |                                              |
| –  | Nils Jönsson (Oxenstierna)    |  | ok. 1390      | ok. 1450 | 1448 regenci      |                                              |
| 14 | Karol VIII Knutsson Bonde     |  | 1408 lub 1409 | 1470     | 1448–1457         | Kanut Bonde Margareta Karlsdotter            |
| –  | Jöns Bengtsson Oxenstierna    |  | 1417          | 1467     | 1457 regent       | Bengt Jönsson Krister Nilsson                |
| 16 | Chrystian I Oldenburg         |  | 1426          | 1481     | 1457–1464         | Dietrich Oldenburg Jadwiga von Schauenburg   |
| –  | Kettil Karlsson Waza          |  | 1433          | 1465     | 1464 regent       | Karl Kristiernsson Ebba Eriksdotter          |
| 14 | Karol VIII Knutsson Bonde     |  | 1408 lub 1409 | 1470     | 1464–1465         | Kanut Bonde Margareta Karlsdotte             |
| –  | Kettil Karlsson Waza          |  | 1433          | 1465     | 1465 regent       | Karl Kristiernsson Ebba Eriksdotter          |
| –  | Jöns Bengtsson Oxenstierna    |  | 1417          | 1467     | 1465–1466 regent  | Bengt Jönsson Krister Nilsson                |
| –  | Eryk Axelsson (Tott)          |  | 1419          | 1481     | 1466–1467         | Axel Pedersen Tott Ingeborga Ivarsdotter     |
| 14 | Karol VIII Knutsson Bonde     |  | 1408 lub 1409 | 1470     | 1467–1470         | Kanut Bonde Margareta Karlsdotter            |
| –  | Sten Sture Starszy            |  | 1440          | 1503     | 1471–1497 regent  | Gunnar Anundsson Birgitta Stensdotter Bielke |
| 17 | Jan II Oldenburg              |  | 1455          | 1513     | 1497–1501         | Chrystian I Oldenburg Dorota brandenburska   |
| –  | Sten Sture Starszy            |  | 1440          | 1503     | 1501–1503 regent  | Gunnar Anundsson Birgitta Stensdotter Bielke |
| –  | Svante Nilsson Sture          |  | 1460          | 1512     | 1504–1512 regent  | Nils Bosson                                  |
| –  | Eryk Trolle                   |  | ok. 1460      | 1530     | 1512 regent       | Arvid Trolle Kerstin Jonsdotter              |
| –  | Sten Sture Młodszy Svantesson |  | 1493          | 1520     | 1512–1520 regent  | Svante Nilsson                               |
| 18 | Chrystian II Oldenburg        |  | 1481          | 1559     | 1520–1521         | Jan Oldenburg Krystyna saska                 |

### Dynastia Wazów
| #  | Imię     |  | Urodzony | Zmarł | Czas rządów                                     | Rodzice                                |
| -- | -------- |  | -------- | ----- | ----------------------------------------------- | -------------------------------------- |
| 19 | Gustaw I |  | 1496     | 1560  | 1523–1560                                       | Eryk Johansson Waza Cecylia Månsdotter |
| 20 | Jan      |  | 1537     | 1592  | 1556–1563 książę Finlandii jako wasal Szwecji   | Gustaw I Waza Małgorzata Leijonhufvud  |
| 21 | Eryk XIV |  | 1533     | 1577  | 1560–1568                                       | Gustaw I Waza Katarzyna saska          |
| 22 | Jan III  |  | 1537     | 1592  | 1568–1581 (od 1581 wielki książę – patrz niżej) | Gustaw I Waza Małgorzata Leijonhufvud  |

## Wielkie Księstwo Finlandii – panowanie szwedzkie (1581–1809)
Tytuł wielkiego księcia Finlandii przysługiwał od 1581 roku każdorazowo władcy Szwecji. Okazjonalnie tytuł ten był nadawany któremuś z królewskich synów.

### Wazowie(1581–1654)
| #  | Imię            |           | Urodzony | Zmarł | Czas rządów                          | Rodzice                                     |
| -- | --------------- | --------- | -------- | ----- | ------------------------------------ | ------------------------------------------- |
| 22 | Jan III         |           | 1537     | 1592  | 1581–1592                            | Gustaw I Waza Małgorzata Leijonhufvud       |
| –  | Jan             |           | 1589     | 1618  | 1590–1606 tytularny książę Finlandii | Jan III Waza Gunilla Bielke                 |
| 23 | Zygmunt         |           | 1566     | 1632  | 1592–1599                            | Jan III Waza Katarzyna Jagiellonka          |
| –  | Karol IX        |           | 1550     | 1611  | 1599–1604 regent                     | Gustaw I Waza Małgorzata Leijonhufvud       |
| 24 | Karol IX        | 1604–1611 | 1550     | 1611  |                                      | Gustaw I Waza Małgorzata Leijonhufvud       |
| 25 | Gustaw II Adolf |           | 1594     | 1632  | 1606–1611 tytularny książę Finlandii | Karol IX Waza Krystyna z Holstein-Gottorp   |
| 25 | Gustaw II Adolf | 1611–1632 | 1594     | 1632  |                                      | Karol IX Waza Krystyna z Holstein-Gottorp   |
| 26 | Krystyna        |           | 1626     | 1689  | 1632–1654 abdykowała                 | Gustaw II Adolf Maria Eleonora Hohenzollern |

### Wittelsbachowie (linia Pfalz-Zweibrücken)(1654–1720)
| #  | Imię            |  | Urodzony | Zmarł | Czas rządów          | Rodzice                                            |
| -- | --------------- |  | -------- | ----- | -------------------- | -------------------------------------------------- |
| 27 | Karol X Gustaw  |  | 1622     | 1660  | 1654–1660            | Jan Kazimierz Wittelsbach Katarzyna Wazówna        |
| 28 | Karol XI        |  | 1655     | 1697  | 1660–1697            | Karol X Gustaw Jadwiga Eleonora z Holstein-Gottorp |
| 29 | Karol XII       |  | 1682     | 1718  | 1697–1718            | Karol XI Ulryka Eleonora Duńska                    |
| 30 | Ulryka Eleonora |  | 1688     | 1741  | 1718–1720 abdykowała | Karol XI Ulryka Eleonora Duńska                    |

### Dynastia heska(1720–1751)
| #  | Imię             |  | Urodzony | Zmarł | Czas rządów | Rodzice                            |
| -- | ---------------- |  | -------- | ----- | ----------- | ---------------------------------- |
| 31 | Fryderyk I Heski |  | 1676     | 1751  | 1720–1751   | Karol I Heski Maria Amalia Kettler |

### Oldenburgowie (linia Holstein-Gottorp)(1751–1809)
| #  | Imię            |  | Urodzony | Zmarł | Czas rządów                            | Rodzice                                                             |
| -- | --------------- |  | -------- | ----- | -------------------------------------- | ------------------------------------------------------------------- |
| 32 | Adolf Fryderyk  |  | 1710     | 1771  | 1751–1772                              | Christian August Holstein-Gottorp Albertyna Fryderyka Baden-Durlach |
| 33 | Gustaw III      |  | 1746     | 1792  | 1772–1792                              | Adolf Fryderyk Ludwika Ulryka Hohenzollern                          |
| 34 | Karol XIII      |  | 1748     | 1818  | 1809–1818                              | Adolf Fryderyk Ludwika Ulryka Hohenzollern                          |
| 35 | Gustaw IV Adolf |  | 1778     | 1837  | 1792–1809                              | Gustaw III Zofia Magdalena Oldenburg                                |
| –  | Karol Gustaw    |  | 1802     | 1805  | 1805 tytularny wielki książę Finlandii | Gustaw IV Adolf Fryderyka Dorota Badeńska                           |

## Wielkie Księstwo Finlandii– panowanie rosyjskie (1809–1917)
Tytuł wielkiego księcia Finlandii przysługiwał każdorazowo władcy Rosji

### Romanowowie (dom Holstein-Gottorp-Romanow)(1809–1917)
| #                                                  | Imię                          |  | Urodzony | Zmarł | Czas rządów                      | Rodzice                                           |
| -------------------------------------------------- | ----------------------------- |  | -------- | ----- | -------------------------------- | ------------------------------------------------- |
| 1                                                  | Aleksander I Pawłowicz        |  | 1777     | 1825  | 29 marca 1809 – 1 grudnia 1825   | Paweł I Romanow Maria Fiodorowna                  |
| 2                                                  | Mikołaj I Pawłowicz           |  | 1796     | 1855  | 1 grudnia 1825 – 2 marca 1855    | Paweł I Romanow Maria Fiodorowna                  |
| 3                                                  | Aleksander II Nikołajewicz    |  | 1818     | 1881  | 2 marca 1855 – 13 marca 1881     | Mikołaj I Romanow Aleksandra Fiodorowna           |
| 4                                                  | Aleksander III Aleksandrowicz |  | 1845     | 1894  | 13 marca 1881 – 1 listopada 1894 | Aleksander II Romanow Maria Aleksandrowna         |
| 5                                                  | Mikołaj II Aleksandrowicz     |  | 1868     | 1918  | 1 listopada 1894 – 15 marca 1917 | Aleksander III Romanow Maria Romanowa (1847–1928) |
| –                                                  | Michał II Aleksandrowicz      |  | 1878     | 1918  | 15–16 marca 1917                 | Aleksander III Romanow Maria Romanowa (1847–1928) |
| Rząd Tymczasowy (15 marca 1917 – 7 listopada 1917) |                               |  |          |       |                                  |                                                   |

## Królestwo Finlandii(1917–1919)
Pierwsze próby odseparowania od Rosji nastąpiły natychmiast po upadku Rządu Tymczasowego w Rosji. Ostatecznie jednak 15 listopada 1917 roku parlament zatwierdził przejęcie władzy w państwie oraz przekazał ją Senatowi. 6 grudnia 1917 roku natomiast ogłoszono niepodległość, a 15 maja parlament potwierdził monarchiczność ustroju. 27 maja 1918 roku powołano regenta. 9 października 1918 roku na podstawie 38 paragrafu Aktu o formie rządu z 1772 roku wybrano króla, jednak już 14 grudnia zrzekł się władzy. Nowy Akt o formie rządu (nowa republikańska konstytucja) został przyjęty przez Eduskuntę 21 czerwca 1919 roku. 17 lipca 1919 roku uzyskał on sankcję Mannerheima, a zaczął obowiązywać 19 lipca.

### Tymczasowe głowy państwa (1917–1919)
| # | Imię                                               |                                       | Urodzony | Zmarł | Czas rządów                                                   | Rodzice                                 |
| - | -------------------------------------------------- | ------------------------------------- | -------- | ----- | ------------------------------------------------------------- | --------------------------------------- |
| – | Otto Johannes Lundson Przewodniczący Eduskunty     |                                       | 1867     | 1939  | 9 listopada 1917 – 27 listopada 1917 Przewodniczący Eduskunty |                                         |
| – | Pehr Evind Svinhufvud Przewodniczący Senatu Regent |                                       | 1861     | 1944  | 27 listopada 1917 – 27 maja 1918 Przewodniczący Senatu        | Pehr Gustaf Svinhufvud Olga von Becker  |
| – | Pehr Evind Svinhufvud Przewodniczący Senatu Regent | 27 maja 1918 – 12 grudnia 1918 Regent | 1861     | 1944  |                                                               | Pehr Gustaf Svinhufvud Olga von Becker  |
| – | Carl Gustaf Mannerheim Regent                      |                                       | 1867     | 1951  | 12 grudnia 1918 – 27 lipca 1919 Regent                        | Carl Robert Mannerheim Helena von Julin |

### Król elekt (1918)

#### Dynastia heska
Przewidziany tytuł nowo wybranego władcy to: „Król Finlandii i Karelii, książę Alandii, wielki książę Laponii, pan Północy”. Nigdy jednak nie objął tronu.
| # | Imię                           |  | Urodzony | Zmarł | Czas rządów                           | Rodzice                            |
| - | ------------------------------ |  | -------- | ----- | ------------------------------------- | ---------------------------------- |
| 1 | Väinö I (Fryderyk Karol Heski) |  | 1868     | 1940  | 9 października 1918 – 14 grudnia 1918 | Fryderyk Wilhelm Heski Anna Pruska |